# Cavaglio San Donnino
Cavaglio San Donnino (Cavài in lombardo) è una frazione di 108 abitanti del comune italiano di Valle Cannobina in provincia del Verbano-Cusio-Ossola, in Piemonte. Fino al 31 dicembre 1927 è stato un comune autonomo.

## Geografia fisica

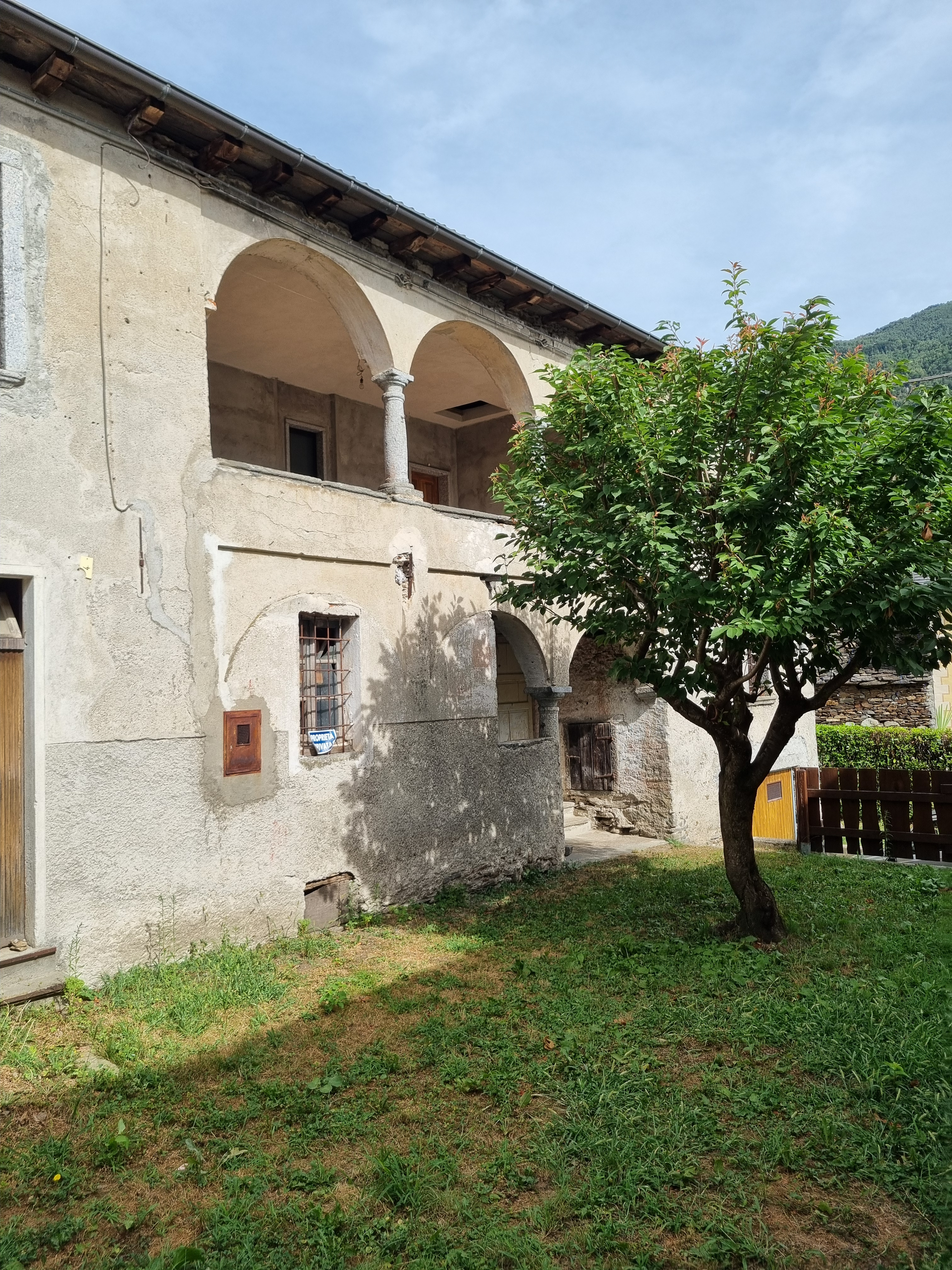
Edificio con loggia

Cavaglio è il primo paese che si incontra risalendo da Cannobio lungo la valle Cannobina. Da qui passa la Strada Borromea, l'antica mulattiera che rappresentava l'unico collegamento tra i paesi della valle, oggi ricordata con questo nome per via della famosa visita pastorale di San Carlo Borromeo del 1574. Oggi la strada statale passa sul fondovalle e il paese vi è collegato tramite un ponte.

## Storia
Già dall'anno 1000 i canonici di Cannobio si recavano a Cavaglio per celebrare le funzioni. Cavaglio fu eretto a parrocchia autonoma nel 24 giugno 1574 dal cardinale Carlo Borromeo durante la visita pastorale, distaccandosi dalla matrice di Cannobio. Nella stessa occasione il cardinale giudicò la chiesa troppo piccola e ne ordinò l'ampliamento.
Dopo il passaggio dalla diocesi di Milano a quella di Novara nel 1817, Cavaglio iniziò a seguire il rito romano. Tuttavia, in occasione nel sinodo diocesano del 1990, è stato ripristinato integralmente il rito ambrosiano in tutte le parrocchie della vecchia pieve di Cannobio.

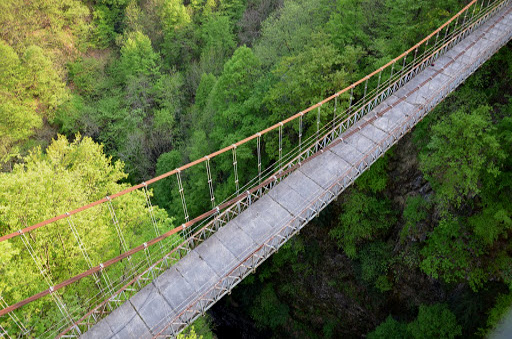
Il secondo ponte, più in basso rispetto a quello attualmente in uso.

La statale di fondovalle, ultimata nel 1876, era stata costruita sul versante opposto e dunque gli abitanti di Cavaglio dovettero sobbarcarsi l'onere di un collegamento. Il comune chiese un aiuto economico a Cannobio, ma gli fu sempre negato. La costruzione del ponte, progettato dall'ingegner Carlo Ceroni, fu completata il 31 gennaio 1900 ma a causa di alcuni errori progettuali nessuno si volle assumere la responsabilità del collaudo. Dopo quel ponte ne vennero costruiti altri due, dei quali l'ultimo è attualmente in uso.
Il comune di Cavaglio San Donnino, fino ad allora mantenutosi autonomo, il 31 dicembre 1927 venne fuso a Spoccia, costituendo il comune di Cavaglio-Spoccia. Il 1º gennaio 2019 Cavaglio-Spoccia si è fuso con i comuni di Cursolo-Orasso e Falmenta per dare vita al comune di Valle Cannobina.

## Monumenti e luoghi d'interesse

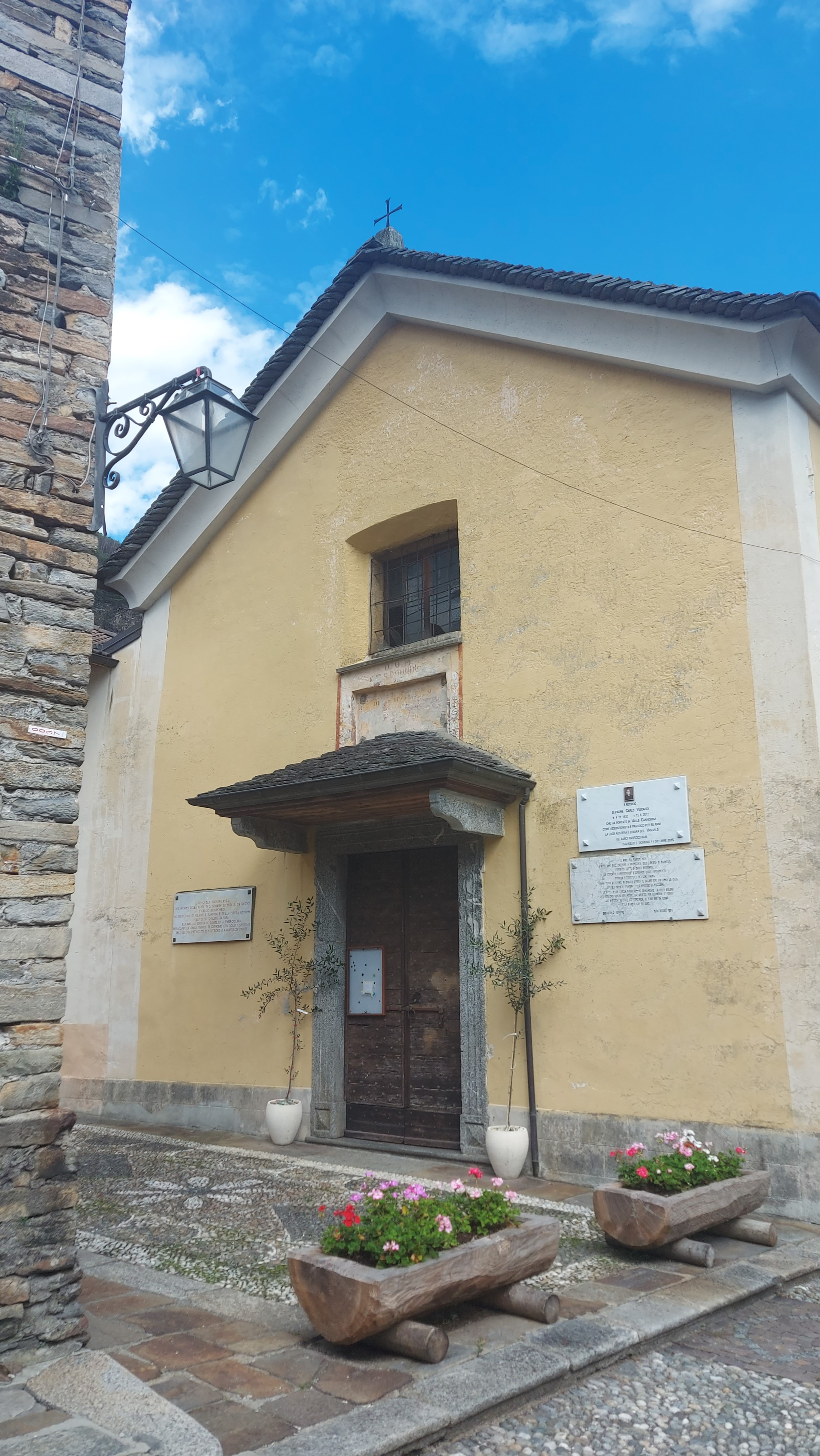
Chiesa di San Donnino

Consacrata nel 1517 e successivamente ampliata, ospita all'interno una pala d'altare eseguita da Amedeo Patrizi. Il campanile, discosto dal corpo della chiesa è di origine medievale.

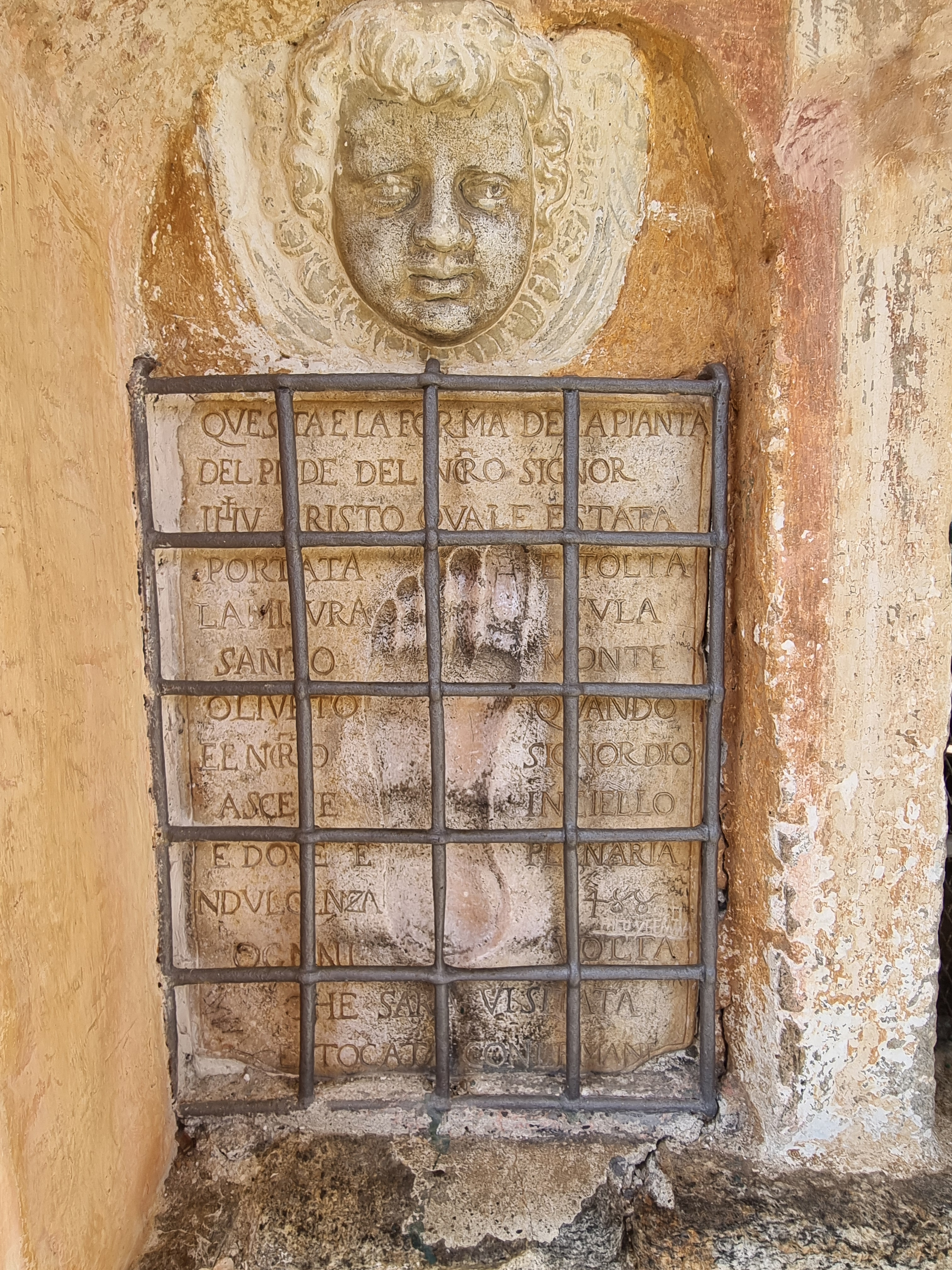
Reliquia dell'impronta del piede di Cristo

Oratorio della Madonna delle Grazie "del Rj"
L'oratorio sorge presso un torrente poco lontano dal paese, da cui il nome. Nel 1670 venne ampliata la cappella originale, che ospitava l'immagine della Vergine risalente al XV secolo, attribuita ad Antonio da Tradate. Successivamente, in facciata, venne costruito un ampio portico, che accoglie una reliquia dell'impronta del piede di Cristo al Calvario, impressa su una lastra di marmo di Candoglia, donata dai fratelli Albertini che erano al servizio del Duomo di Milano e datata al 1488. È del tutto simile a quella al Sacro Monte di Varallo.

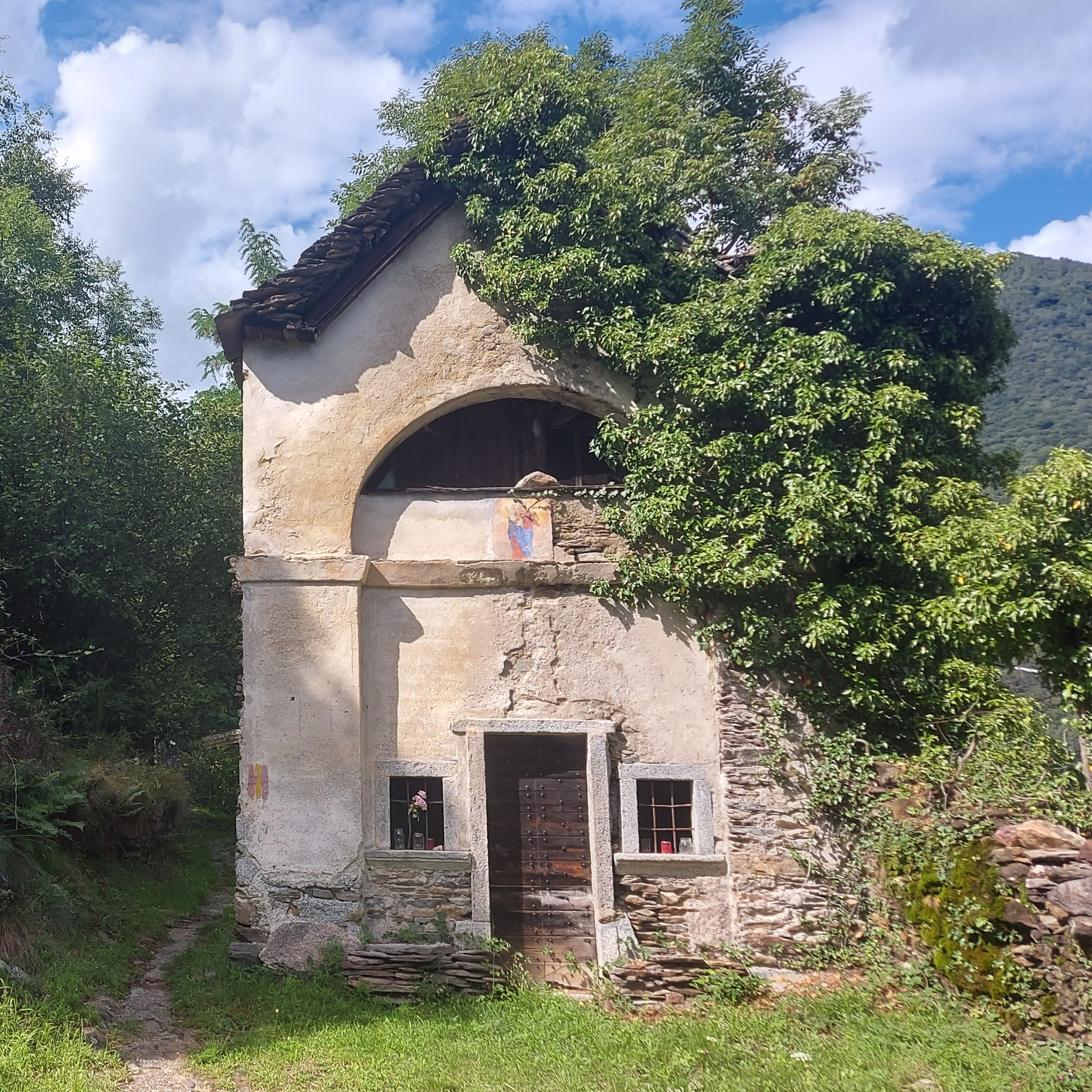
Oratorio di Sant'Antonio abate
L'oratorio si trova nella parte più alta del paese ed è di origine settecentesca; attualmente è in rovina. Vi si trovava una statua di Sant'Antonio che è stata portata in salvo nella parrocchiale.

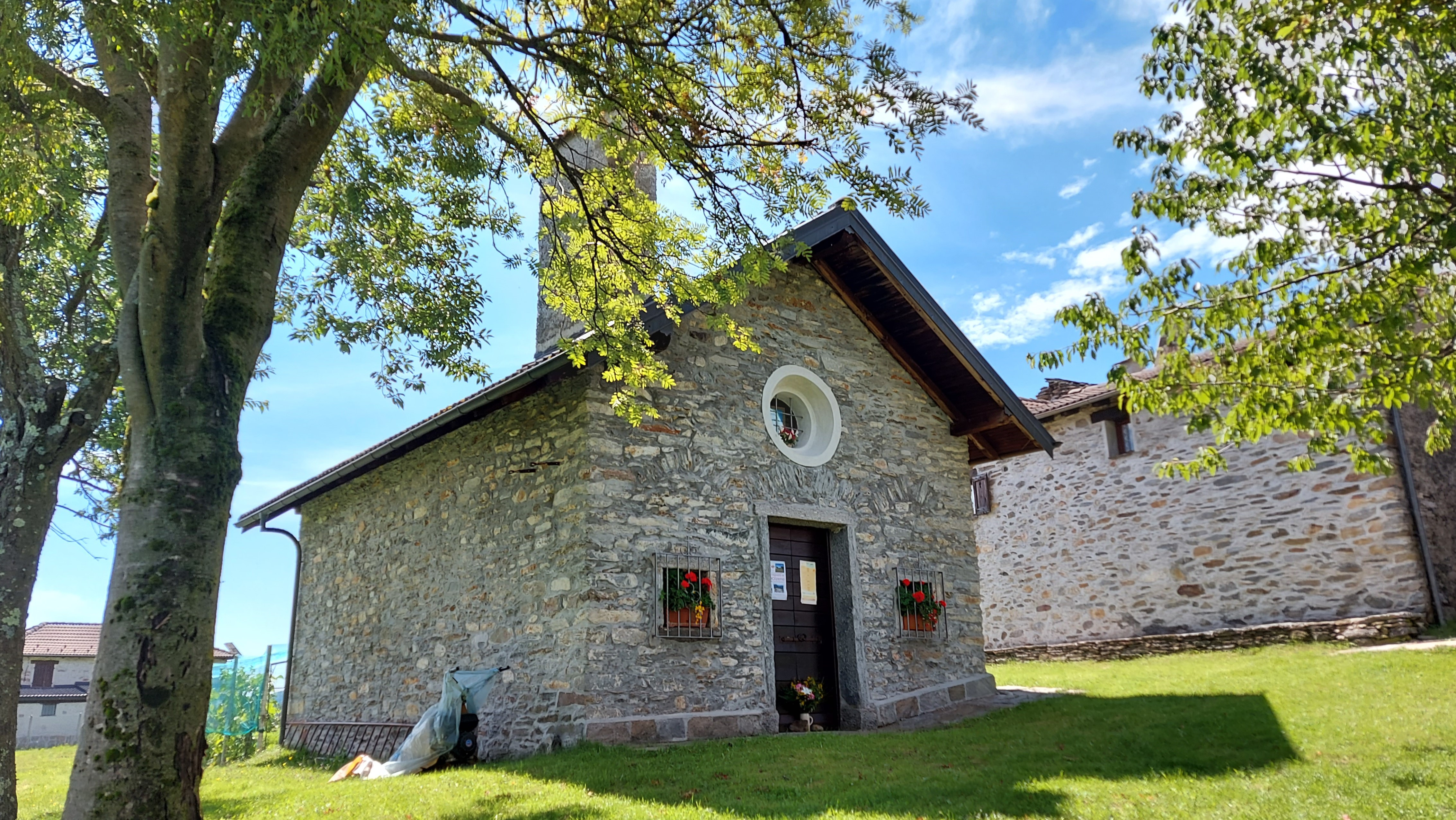
Oratorio di Olzeno

Oratorio della Madonna Addolorata, Olzeno
Piccolo oratorio situato ai Monti di Olzeno, alpeggio sopra il paese di Cavaglio. Finito di costruire nel 1744, inizialmente il parroco si rifiutò di benedirlo, giudicandolo troppo lontano dall'abitato e dunque esposto a furti. Negli anni '80 è stato restaurato.

## Società

### Evoluzione demografica
Abitanti censiti. In blu sono indicati gli abitanti censiti nel centro abitato di Cavaglio San Donnino dal 1881. In verde sono indicati gli abitanti censiti sino al 1921 prendendo in considerazione tutto l'ex comune, che includeva, oltre al capoluogo, anche la frazione di Gurrone e le località di Ponte di Falmenta, Lunecco e Nivetta.